# 293809 Zugspitze
293809 Zugspitze este o planetă minoră (asteroid) din centura de asteroizi. A fost descoperită pe 15 septembrie 2007 la  de Stefan Karge⁠(d). 
Obiectul prezintă o orbită caracterizată de o semiaxă mare de 2,676876897728 UAi, o excentricitate de 0,11, o înclinație de 6,3 ° în raport cu ecliptica.